# CDRL
CDRL – polskie przedsiębiorstwo powstałe w 2002 specjalizujące się w projektowaniu, produkcji oraz dystrybucji odzieży dla dzieci i młodzieży. Siedziba znajduje się w Pianowie k. Kościana w województwie wielkopolskim. Grupa CDRL S.A. zarządza markami: Coccodrillo, Lemon Explore, Broel oraz Mokida. Jest również właścicielem marki Buslik – białoruskiej sieci sklepów wielkopowierzchniowych z ofertą produktową skierowaną dla dzieci do 12 roku życia. 
CDRL posiada własną sieć sprzedaży marki Coccodrillo będącej filarem grupy. W Polsce w październiku 2021 roku były to 244 salony. Na świecie oferta marki dostępna jest w 200 punktach na 3 kontynentach: w Azji, Europie oraz Afryce. Sklep internetowy dostępny jest w następujących wersjach językowych: polskim, angielskim, czeskim, słowackim, niemieckim, rumuńskim i ukraińskim.
Od 2019 roku Grupa CDRL jest właścicielem sieci sprzedaży marki Buslik na Białorusi z ofertą dla dzieci. Sieć liczy 43 sklepy, w których oferowana jest m.in. odzież dziecięca, obuwie, akcesoria niemowlęce, zabawki, kosmetyki, pieluchy, żywność oraz meble. Tymczasem CDRL pozyskało markę Lemon Explore, której oferta skierowana jest dla aktywnych dzieci i specjalizuje się w ubraniach outdoorowych. Również w tym samym roku do grupy dołączyła polska marka oferująca nakrycia głowy dla dzieci – Broel, z siedzibą we Wrocławiu. Produkty marki dostępne są w 186 punktach w Polsce.
Grupa CDRL we wszystkich spółkach w październiku 2021 roku zatrudniała 1436 osób.
Od 2014 roku spółka jest notowana na warszawskiej Giełdzie Papierów Wartościowych.

## Historia CDRL S.A.[3]

### 1999-2003
Historia CDRL S.A. sięga początku lat 90, kiedy Marek Dworczak i Tomasz Przybyła rozpoczęli działalność na rynku odzieżowym. Obaj przedsiębiorcy od początku nastawieni byli na dystrybucję ubrań dziecięcych. W roku 2003, doszło do połączenia prowadzonych przez Marka Dworczaka i Tomasza Przybyły spółek. W efekcie powstało Coccodrillo Sp. z o. o. Wspólnicy postanowili razem rozwinąć nowe przedsiębiorstwo oraz działalność także poza granicami Polski. Dzięki temu firma rozpoczyna pierwsze transakcje handlowe z partnerami z Europy Środkowo-Wschodniej. W Polsce powstaje pierwszy salon z ofertą marki Coccodrillo w Mysłowicach.

### 2004-2007
Początek XXI wieku to rozwój sieci sprzedaży oraz dalsze poszukiwanie partnerów zagranicznych. Pod koniec 2007 roku w Polsce działało ponad 50 sklepów pod szyldem Coccodrillo. Otwarty został pierwszy sklep typu outlet we Wrocławiu. Spółka Coccodrillo w latach 2004-2005 rozpoczęła współpracę z partnerami z Niemiec, Estonii, Rumunii, Chorwacji, Bułgarii,  Irlandii i Słowenii. W latach 2006–2007 nawiązano pierwsze transakcje handlowe w Kazachstanie, Mongolii, Białorusi oraz Egipcie.   

### 2008-2014
Lata 2008-2014 to najbardziej dynamiczny czas rozwoju dla przedsiębiorstwa. W maju 2008 r. Nadzwyczajne Walne Zgromadzenie Wspólników podjęło uchwałę o zmianie nazwy spółki na CDRL Sp. z o. o. Przy tej okazji oficjalnie przeniesiono także siedzibę do Pianowa koło Kościana w województwie wielkopolskim. W nowym obiekcie znajdują się pomieszczenia biurowe i magazyny. W roku 2010 uruchomiony został sklep internetowy oferujący sprzedaż produktów marki Coccodrillo. W 2011 r. spółka przekształciła się w spółkę akcyjną i utworzyła Grupę Kapitałową. Z sukcesem przeprowadziła emisję obligacji, z której pozyskała środki na dynamiczną rozbudowę sieci salonów. 28 października 2014 r. CDRL S.A. zadebiutowało na Giełdzie Papierów Wartościowych. Rok 2014 został zamknięty z liczbą 214 salonów w Polsce oraz 125 salonami na terenie UE.

### od 2015
W roku 2015 uruchomiona została nowa platforma sklepu internetowego coccodrillo.eu, która rozszerzona została o nowe wersje językowe. Dzięki temu możliwa stała się sprzedaż on-line w Europie. W roku 2019 firma CDRL rozszerzyła swoje portfolio o marki Lemon Explore oraz Broel, na Białorusi przejęła sieć sprzedaży artykułów dziecięcych Buslik. Rok 2020 dla marki Coccodrillo został zamknięty z liczbą 243 salonów w Polsce, 145 salonami na terenie UE oraz 87 salonami poza granicami Unii Europejskiej. Obecnie powierzchnia magazynowa CDRL zlokalizowana w siedzibie firmy wynosi łącznie blisko 10 tys. m².  

## Produkcja
CDRL S.A. przede wszystkim zajmuje się projektowaniem odzieży dla dzieci i niemowląt oraz jej dystrybucją. Proces produkcji Grupa zleca podwykonawcom zarówno w kraju jak i za granicami. Większa część produkcji odbywa się w krajach Azji.  Grupa dba o standardy pracy, bezpieczeństwo i etykę biznesu wymagając od swoich dostawców audytów takich jak: SEDEX, BSCI, WRAP. Kontrole produkcji Grupa zleca zewnętrznej firmie IQS.